# Кокбулак (Тюлькубаський район)
Кокбула́к (каз. Көкбұлақ) — село у складі Тюлькубаського району Туркестанської області Казахстану. Входить до складу Баликтинського сільського округу.
До 2010 року село називалось Калініно-1.
Населення — 627 осіб (2021; 674 у 2009, 645 у 1999, 565 у 1989).